# Ebrei trogloditi

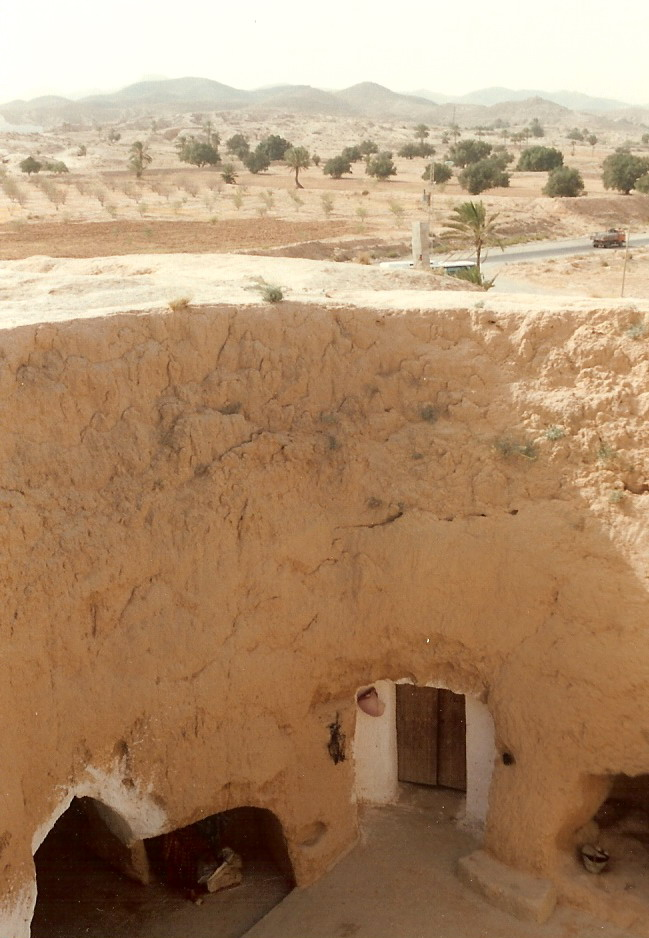
Abitazione troglodita a Matmata

Gli ebrei trogloditi costituivano comunità ebraiche che vivevano in abitazioni scavate nella roccia nel Gebel Nefusa, nella Libia nord-occidentale, e nelle montagne meridionali della Tunisia, in particolare a Matmata. La comunità emigrò in massa dalla regione alla fine degli anni 1940.

## Storia
Nell'XI secolo si riscontrano documentazioni relative a comunità ebraiche nel Gebel Nefusa nelle cronache dello storico Abu ʿUbayd al-Bakri, che evoca la città di Giado, descrivendola come un importante crocevia per le vie commerciali trans-sahariane che coltivava relazioni con il Fezzan e con l'Impero di Kanem-Bornu, che ospitava comunità ebraiche. Nel 1510 800 ebrei di Tripoli trovarono rifugio nel Gebel Nefusa in seguito alla cattura della città da parte degli spagnoli. Tra il XVII e il XIX secolo molti ebrei del Gebel Nefusa emigrarono verso le città della costa, principalmente verso Tripoli e Gabès. Intorno al 1914 rimanevano nella regione del Gebel Nefusa tra i 2000 e i 2500 ebrei. Nel 1949 la comunità abbandonò completamente la regione per emigrare in Israele a causa delle tensioni politiche e dell'antisemitismo dilaganti ai tempi in Libia. Gli emigranti stabilirono numerosi moshavim in Galilea.

## Cultura
La consuetudine di vivere in abitazioni scavate nella roccia per proteggersi dal caldo era condivisa con i vicini musulmani; le strutture erano costituite da stanze distribuite attorno a un cortile sotterraneo scavato con un tetto situato a livello del suolo; erano quindi nascoste alla strada. Diverse famiglie convivevano insieme, condividendo stanze scavate che fungevano da cucina e dispensa; le strutture troglodite includevano anche una sinagoga. Pur vivendo in comunità berberofone, gli ebrei trogloditi erano arabofoni e ricorrevano al berbero solo per le comunicazioni con i musulmani. Questa situazione è simile a quella degli ebrei dello Mzab, anch'essi di lingua araba e viventi in comunità berberofone. È tuttavia possibile che in tempi anteriori il berbero costituisse la lingua madre della comunità. Cognomi come Nefoussi, Ghariani e Sroussi, derivanti da toponimi del Gebel Nefusa, costituiscono cognomi molto diffusi tra la comunità e testimoniano le origini nefusi di queste famiglie.